# Bublinatka vícekvětá
Bublinatka vícekvětá (Utricularia bremii, též b. Bremova) je bezkořenná vodní masožravá rostlina, druh z rodu bublinatka, vyskytuje se v české přírodě jen vzácně.

## Popis
Vytrvalá rostlina s dvojím způsobem života, jedním je čistě vodní a druhým obojživelný. Je schopna růst ve vodě s výškou vodního sloupce i přes 1 m, ale dává většinou přednost stanovištím s hloubkou vody do 20 cm. Obvykle je ve vodě ponořena a její zelená rozvětvená lodyha dorůstající do délky 25 až 60 cm splývá volně ve vodě. Společně s listy vyrůstajícími ve dvou řadách zajišťují fotosyntézu a protože rostlina nemá kořeny i příjem živin z vody. Občas ale bublinatka vícekvětá roste jako obojživelná rostlina, tehdy má větvenou lodyhu rozprostřenou na polštářích ve vodě vyrůstajících rostlin, např. rašeliníku. Listy okrouhlého tvaru (2 až 20 mm dlouhé a 6 až 8 mm široké) bývají 4 až 5krát rozstřižené přibližně do 10 až 30, po stranách bezbrvých úkrojků, které nesou jen na vrcholech většinou po jedné štětince. Na listu někdy vyrůstá až 10 přisedlých lapacích měchýřků velkých 0,5 až 2,5 mm. Obvykle se na lodyze vyvíjejí i svěšené nezelené bezlisté lodyhy které jsou porostlé lapacími měchýřky.
Ze zelených lodyh vyrůstají v období léta květní stvoly vyčnívající nad hladinu až do výše 20 cm, nesou hroznovitá květenství se 2 až 14 citrónově žlutými květy. Kalich i koruny jsou dvoupyské. Horní podlouhle vejčitý pysk koruny bývá delší nebo stejně dlouhý jako patro spodního pysku. Dolní okrouhlý pysk má patro ploché až mírně vyklenuté, je hnědo-červeně proužkované, měří v průměru asi 9 mm a vyrůstá na něm kuželovitá ostruha s nektarem dlouhá 1 až 2 mm.

## Rozmnožování
Rozkvetlé květy (červenec až září) opylované létajícím hmyzem však nevytvářejí semena a rostliny se rozmnožují pouze vegetativně fragmentaci zelené lodyhy. Samostatně rostoucí lodyha je vlastně rostlina. Na sklonku léta se na koncích vyzrálých lodyh vytvářejí tzv. turiony, což jsou v podstatě pupeny schopné přečkat chladné období. Bývají veliké 1 až 4 mm a jsou obklopeny vrcholovými lodyžními listy. S nástupem podzimu začínají lodyhy zahnívat a klesají ke dnu společně s turiony. Při jarním oteplení vyplavou turiony k hladině a vyrostou z nich vlastně původní lodyhy. Zanášením turionů ptactvem na jiná území se může bublinatka vícekvětá rozšiřovat i do vzdáleného okolí.

## Výskyt
Evropský druh rostoucí od Britských ostrovů přes jih severní, sever západní a přes celou Střední Evropu až do Ruska. Většinou se vyskytuje ostrůvkovitě a v nevelkých počtech. Rostlina je velmi závislá na kvalitě vody, vyžaduje čistou, měkkou a mírně kyselou s 4,5 až 5,5 pH, snáší krátkodobé vysychání. Vyskytuje se na okrajích rašelinišť, lesních tůní a rybníků. Je málo konkurenceschopná, mnohde zaroste rozpínavějšími druhy vodních nebo bažinných rostlin.

## Ohrožení
V současnosti se vyskytuje v České republice jen na několika málo lokalitách: v okolí Doks ve středních Čechách, u Mimoně na severu, kolem Zlivi na jihu a poblíž Plzně na západě Čech. Jsou to nové nebo obnovené lokality, předtím asi okolo roku 2000 se mělo téměř za to, že druh možná vyhynul. V roce 1992 byla bublinatka vícekvětá prohlášena vyhláškou MŽP ČR č. 395/1992 Sb. a v roce 2000 "Černým a červeným seznamem cévnatých rostlin České republiky" za druh kriticky ohrožený.